# Dafabet
Dafabet este o companie privată de jocuri de noroc cu sediul în Makati, Filipine. Este marcă emblematică și subsidiară a AsianBGE și este licențiată și reglementată de Autoritatea din zona economică a Cagayanului (CEZA) și de Cagayan Leisure and Resorts Corporation (FCLRC). Dafabet operează un site web care oferă un serviciu securizat pentru clienți pentru a paria online. Acest site de pariuri sportive este interzis în România de ONJN. 
Casa de pariuri și-a extins serviciile în mai multe țări, inclusiv în Kenya. Dafabet Kenya a fost înființată în 2017 și a devenit una dintre cele mai mari case de pariuri din țară. Compania este complet licențiată de către Consiliul de control și licențiere al pariurilor din Kenya (Licența nr. 845).